# Jörgen Oosterwaal
Jörgen Oosterwaal (Antwerpen, 25 juli 1963) is een Belgisch journalist en redacteur.

## Levensloop
Oosterwaal studeerde politieke wetenschappen aan de UFSIA en de Katholieke Universiteit Leuven. Hij werkte als assistent aan de K.U.Leuven en behaalde daar ook zijn kandidaatsdiploma in de rechten.
Hij begon zijn carrière als journalist voor de bladen Knack en Trends, waar hij instond voor de artikels over internationale politiek. Van 1989 tot 1993 werkte hij bij de krant De Morgen. In 1995 werd hij politiek journalist voor Humo. In 1999 ging hij aan de slag bij De Standaard, waar hij instond voor De Standaard Magazine.
Oosterwaal werd in 2001 co-hoofdredacteur van Humo. Toen Guy Mortier in 2003 met pensioen ging nam hij samen met Mark Schaevers de redactie van het blad over. Een jaar later vertrok Schaevers en bleef Oosterwaal alleen over, tot hij in 2010 de functie ging delen met Woestijnvis-redacteur Sam De Graeve. Op 1 september 2010 nam Oosterwaal ontslag als hoofdredacteur van het blad en deelde mee dat hij voor NRC Handelsblad zou gaan werken.
Vanaf 15 oktober 2012 werd Oosterwaal hoofdredacteur van Knack, maar zijn komst verliep niet vlekkeloos. Directeur Rik Van Cauwelaert en columnist Koen Meulenaere dreigden ermee om op te stappen als Oosterwaal de nieuwe hoofdredacteur werd. Ze waren van oordeel dat hij het magazine te zeer in een linkse richting zou duwen. Ze namen hem onder meer kwalijk dat hij niet ongebonden zou zijn daar hij nog maar pas een verkiezingspamflet voor de Antwerpse sp.a-burgemeester Patrick Janssens had geschreven. De uitgever van Knack, Jos Grobben, wilde niet op zijn beslissing terugkomen, waarop de twee critici hun ontslag indienden. Met Koen Meulenaere werd onmiddellijk een ontslagregeling getroffen. Een regeling met Van Cauwelaert volgde op 8 november.
Op 1 december 2015 keerde Oosterwaal - als enig hoofdredacteur - terug naar Humo. Het weekblad was enkele maanden eerder overgenomen door De Persgroep. In maart 2018 werd hij de algemeen hoofdredacteur en creatief directeur van De Morgen en Humo, die sindsdien één cluster vormen binnen De Persgroep.